# Neckarbischofsheim
Neckarbischofsheim est une ville de Bade-Wurtemberg (Allemagne), située dans l'arrondissement de Rhin-Neckar, dans l'aire urbaine Rhin-Neckar, dans le district de Karlsruhe.

## Jumelages
- La Chapelle-Saint-Luc (France) depuis le 5 septembre 1971 : cérémonie officielle et signature des actes de jumelage par Albert Kumpf (Bürgermeister) et Lucien Pinet (Maire).
- Pereslavl-Zalesski (Russie), depuis 1992